# Anne Begg
Anne Begg, född 6 december 1955, i Brechin, Skottland, är en brittisk politiker inom Labourpartiet. Hon var parlamentsledamot för valkretsen Aberdeen South från 1997 till 2015.
Begg har tagit examen i historia och statsvetenskap. Hon är rullstolsburen sedan 1984 till följd av Gauchers sjukdom.